# Jeroen S. Dickschat

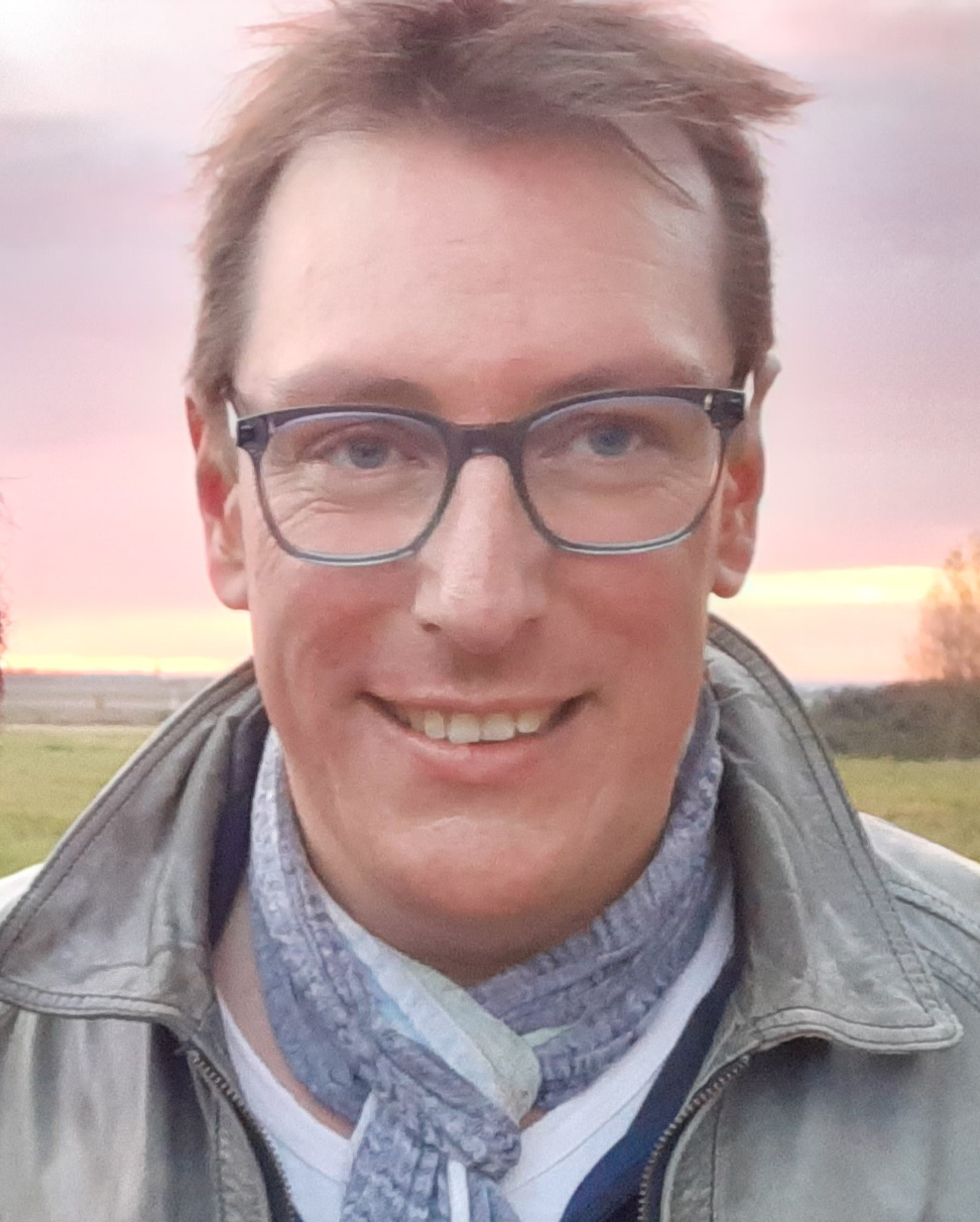
Jeroen S. Dickschat

Jeroen Sidney Dickschat (* 3. Juni 1977 in Nordhorn) ist ein deutscher Chemiker und Hochschullehrer. Er ist seit 2014 Professor für Organische Chemie und Biochemie an der Rheinischen Friedrich-Wilhelms-Universität Bonn.

## Leben
Dickschat wuchs in Nordhorn auf und legte 1996 sein Abitur am Gymnasium Nordhorn mit einem Schwerpunkt in den Naturwissenschaften ab. Nach Ableistung des Grundwehrdienstes studierte er seit 1997 Chemie an der Technischen Universität Braunschweig. Im Jahr 2002 erwarb er das Diplom mit einer Arbeit über flüchtige Naturstoffe aus Myxobakterien bei Stefan Schulz. Seine Dissertation fertigte er im selben Arbeitskreis als Stipendiat des Fonds der Chemischen Industrie an und wurde 2005 mit einer breiter aufgestellten Folgearbeit über die Identifizierung, Synthese und Aufklärung der Biosynthese bakterieller Naturstoffe summa cum laude zum Dr. rer.-nat. promoviert. Es folgten Aufenthalte als Post-Doktorand bei Rolf Müller an der Universität des Saarlandes (2005 bis 2006) und als Stipendiat der Deutschen Akademie der Naturforscher Leopoldina bei Peter Francis Leadlay an der University of Cambridge. Im Mai 2008 begann er seine unabhängigen wissenschaftlichen Arbeiten als Stipendiat im Emmy-Noether-Programm der Deutschen Forschungsgemeinschaft an der Technischen Universität Braunschweig. 2013 habilitierte er sich im Fach Organische Chemie und übernahm eine Lehrstuhlvertretung an der Philipps-Universität Marburg. Im Frühjahr 2014 lehnte Dickschat einen Ruf an die Universität Hamburg ab und wurde an der Universität Bonn zum Professor für Organische Chemie und Biochemie ernannt. Seit 2024 ist er Fellow der Royal Society of Chemistry (FRSC).

## Forschung
Zusammen mit seiner Arbeitsgruppe forscht Dickschat an der Biosynthese von Naturstoffen vor allem aus Bakterien und Pilzen. Dabei werden die für die Naturstoffbiosynthese relevanten Gene heterolog exprimiert und die gereinigten Enzyme mit ihren Substraten in vitro umgesetzt, um zelluläre Prozesse der Biosynthese im Labor nachzustellen. Ein besonderer Ansatz seiner Forschung, der maßgeblich in seiner Arbeitsgruppe entwickelt wurde, liegt in der Kombination dieses biochemischen Ansatzes mit der organischen Synthese von isotopenmarkierten Substraten, um enzymatische Mechanismen aufzuklären. Weiterhin werden die Analyse und Identifizierung neuer flüchtiger Naturstoffe sowie die Totalsynthese von Naturstoffen bearbeitet.

## Ehrungen
2014 erhielt Dickschat den Nachwuchswissenschaftlerpreis für Naturstoffforschung der Dechema. 2016 war er Gastprofessor am Niederländischen Institut für Chemische Ökologie (NIOO-KNAW) in Wageningen und ist seitdem mit diesem Institut durch eine Ehrenmitgliedschaft verbunden. Er ist außerdem Mitherausgeber der Fachzeitschrift Organic and Biomolecular Chemistry.

## Schriften
- Fungal Volatiles – A Survey from Edible Mushrooms to Moulds, Nat. Prod. Rep., Band 34, 2017, 310–328, doi:10.1039/C7NP00003K.
- Bacterial Terpene Cyclases, Nat. Prod. Rep., Band 33, 2016, 87–110, doi:10.1039/C5NP00102A.
- Microbial terpenes: stereochemical studies on isoprenoids from bacteria and fungi, Habilitationsschrift, TU Braunschweig, 2013.
- mit Nelson Lloyd Brock: Biosynthesis of Terpenoids, in: Handbook of Natural Products, K. G. Ramawat, J.-M. Mérillon (Herausgeber), Springer, 2013, 2693–2732, doi:10.1007/978-3-642-22144-6_121.
- Quorum Sensing and Bacterial Biofilms, Nat. Prod. Rep., Band 27, 2010, S. 343–369, doi:10.1039/B804469B.
- mit Stefan Schulz: Bacterial Volatiles: The Smell of Small Organisms, Nat. Prod. Rep., Band 24, 2007, S. 814–842, doi:10.1039/B507392H.
- Identification, synthesis, and biosynthesis of volatiles from diverse bacteria, Dissertationsschrift, TU Braunschweig, 2005.